# المؤسسة العلاجية (مصر)
المؤسسة العلاجية هي مؤسسة حكومية تتبع وزارة الصحة المصرية، تأسست عام 1964 وتضم تحت مظلتها 5 مستشفيات.

## التشريعات المنظمة
- قانون رقم 490 لسنة 1955 في شأن تنظيم إدارة المؤسسات العلاجية.[2]
  - قانون رقم 124 لسنة 1956.[3]
  - قانون رقم 368 لسنة 1956.[4]
- قانون رقم 135 لسنة 1964 في شأن تنظيم المؤسسات العلاجية.[5]
  - قانون رقم 19 لسنة 1971.[6]
- قرار رئيس الجمهورية رقم 1210 لسنة 1964 في شأن إنشاء مؤسسات علاجية بالمحافظات.[7]
- قرار رئيس الجمهورية رقم 1212 لسنة 1964 في شأن إنشاء مؤسسة علاجية لمحافظة القاهرة.[8]
- قرار رئيس الجمهورية رقم 1213 لسنة 1964 في شأن إنشاء مؤسسة علاجية لمحافظة الإسكندرية.[9]
- قرار رئيس الجمهورية رقم 1943 لسنة 1965 في شأن تطبيق أحكام القانون رقم 135 لسنة 1964 في شأن تنظيم المؤسسات العلاجية على مستشفى دار التحرير بمحافظة الفيوم.[10]
- قرار رئيس الجمهورية رقم 1581 لسنة 1967 في شأن إعادة تنظيم المؤسسات العلاجية.[11]
- قرار رئيس مجلس الوزراء رقم 2840 لسنة 1980 بتولي محافظة الإسكندرية إدارة المؤسسة العلاجية لمحافظة الاسكندرية.[12]
- قرار رئيس الجمهورية رقم 394 لسنة 1982 بشأن الموافقة على نقل ملكية معهد ناصر للبحوث والعلاج إلى المؤسسة العلاجية لمحافظة القاهرة.[13]
- قرار رئيس الجمهورية رقم 10 لسنة 1988 في شأن إنشاء مؤسسة علاجية لمحافظة بورسعيد.[14]
- قرار رئيس الجمهورية رقم 286 لسنة 1988 في شأن إنشاء مؤسسة علاجية لمحافظة القليوبية.[15]
- قرار رئيس الجمهورية رقم 241 لسنة 1989 في شأن إنشاء مؤسسة علاجية لمحافظة كفر الشيخ.[16]
- قرار رئيس الجمهورية رقم 325 لسنة 1990 في شأن إنشاء مؤسسة علاجية لمحافظة دمياط.[17]
- قرار رئيس الجمهورية رقم 354 لسنة 2000 بشأن نقل تبعية كل من المستشفى الإنجيلي العام بالقاهرة ومستشفى فوه بمحافظة كفر الشيخ ومستشفى التضامن ببورسعيد من المؤسسة العلاجية التابعة لها إلى الهيئة العامة للتأمين الصحي.[18]
- قرار رئيس الجمهورية رقم 430 لسنة 2000 بشأن إلغاء المؤسسة العلاجية لمحافظة دمياط وبنقل تبعية مستشفى دمياط التخصصي من المؤسسة المذكورة إلى مديرية الشئون الصحية بدمياط.[19]
- قرار رئيس الجمهورية رقم 534 لسنة 2016 بإلغاء المؤسسة العلاجية لمحافظة القليوبية ونقل العاملين بها إلى مديرية الشئون الصحية بالقليوبية.[20]
- قرار رئيس الجمهورية رقم 492 لسنة 2017 بشأن دمج المؤسسة العلاجية بالإسكندرية فى المؤسسة العلاجية بالقاهرة تحت مسمى المؤسسة العلاجية.[21]

## المستشفيات التابعة
1. مستشفى مبرة المعادي.
2. مستشفى الإصلاح.
3. مستشفى القبطي.
4. مستشفى هليوبليس.
5. مستشفى مصر القديمة.

## أنظر أيضاً
- الهيئة العامة للتأمين الصحي.
- الهيئة العامة للرعاية الصحية.
- الهيئة العامة للمستشفيات والمعاهد التعليمية.
- أمانة المراكز الطبية.